# Kradepohlsmühle

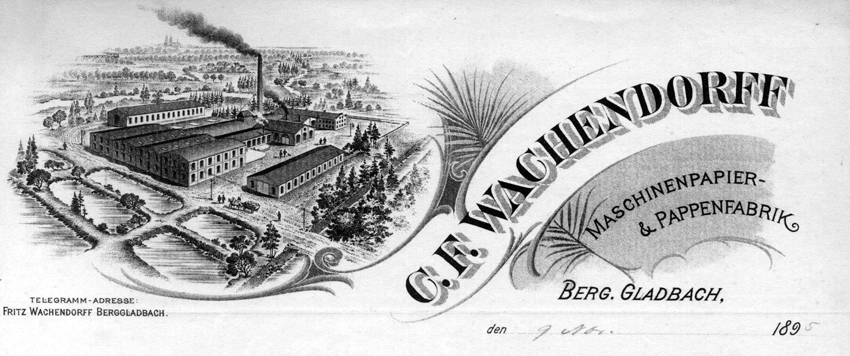
Briefkopf der Firma C. F. Wachendorf mit einer Zeichnung der Kradepohlsmühle 1895

Die Kradepohlsmühle war eine Papiermühle und ist ein Wohnplatz im Stadtteil Gronau von Bergisch Gladbach an der Strunde.

## Geschichte
Das Wort Kradepohl setzt sich aus den zwei mundartlichen Wörtern Krad (gesprochen Kraat) = Kröte (im erweiterten Sinne auch Frosch) und Pohl = Teich zusammen. Es handelt sich demzufolge um einen geographischen Ort, an dem die Frösche in einem Teich quaken.
Die erste Mühle, die hier gestanden hat, war eine Schleif- und Pleißmühle. 1602 wurde sie als „Volmühl“ (Vollmühle) bezeichnet und 1615 als „Schlyf Müll“ (Schleifmühle), während sie bald danach im Dreißigjährigen Krieg in eine Pulvermühle umgebaut wurde. So findet sich denn auch in der Kellnereirechnung von 1744/45 folgender Text: „Noch eine pulvermühl zu Duiderath am Kradenpohl ist denen Erbgenahmen Schonenberg zuständig fundiren sich gleichfalß auff vorgenanntes altes privilegium, da aber diese mühl im Jahr 1740 zur Vollmühlen aptiret (umgewandelt) worden, alß nehme darob zum Empfang 56 (Albus).“ Nachdem die Pulvermühle nicht mehr lukrativ genug war, griff man also wieder auf die Nutzung als Vollmühle zurück. 1773 wurde die Vollmühle als Öl- und Fell-Follmühle (Lederwalkmühle) bezeichnet, verfügte über ein unterschlächtiges Wasserrad, ein Wassergefälle von einem Fuß und sechs Zoll.
Seit 1740 gehörte die Mühle Heinrich Schnabel von der nach ihm benannten Schnabelsmühle. Er wollte die Mühle zur Bereitung von Lumpenhalbstoff gebrauchen und damit die Kapazität der Schnabelsmühle vergrößern, doch erst sein Enkel Franz Heinrich Fauth führte den Plan zu Ende. Karl Friedrich Wachendorff erwarb die  Kradepohlsmühle in der Mitte des 19. Jahrhunderts. Er stellte eine alte Pappenmaschine auf und produzierte mit bis zu sechs Arbeitern aus Lumpen und Papierabfällen täglich 300 bis 400 kg Pappen. Um das Geschäft lohnender zu machen, erwarb er eine neue Zylinder-Pappen- und Papiermaschine, die er zuerst mit einer Lokomobile, später mit einer 30 PS starken stationären Dampfmaschine antrieb. Nun wurden neben Pappen auch Schrenz und andere billige Packpapiere hergestellt. Trotz einiger Rückschläge wuchs der Betrieb zu einem modernen mittelständischen Unternehmen für Pappen und Packpapier.
Nach dem Tod des Firmengründers 1915 übernahmen seine Söhne Fritz und Max die Geschäftsleitung. Nun wurden zusätzlich wasserdichte Packpapiere und Krepppapiere hergestellt. Ein stetig wachsender Erfolg stellte sich ein. 1939 hatte das Unternehmen 150 Mitarbeiter und einen Jahresumsatz von 2,5 Mio. Reichsmark. Da man von Schäden im Zweiten Weltkrieg weitgehend verschont blieb, begann schon bald nach Kriegsende wieder die Produktion. Um für den Wettbewerb gerüstet zu sein, wurden die Betriebsanlagen frühzeitig nach und nach modernisiert. 1989 hatte das Unternehmen rund 240 Mitarbeiter, die ca. 6.000 Tonnen Spezialpapiere mit einem Wert von über 40 Mio. DM herstellten. Auf der anderen Seite gab es aber Nachfolgerprobleme, so dass man das Werk zum 1. April 1990 an die börsennotierte Wanderer-Werke verkaufte. Die 1989 beabsichtigte Sicherung des Standorts und der Arbeitsplätze hielt nicht lange vor. Nach dem parzellenweisen Verkauf großer, unbebauter Teile des Werksgeländes wurde Ende 2003 die Papierfabrik Wachendorff geschlossen, deren Gebäude und der restliche Grundbesitz an der Kradepohlsmühle seitdem als Industriegelände von vielen kleineren Firmen genutzt werden.

### Geschichte des Wohnplatzes
Carl Friedrich von Wiebekings benennt die Hofschaft auf seiner Charte des Herzogthums Berg 1789 als Kraterpohl. Aus ihr geht hervor, dass Kradepohlsmühle zu dieser Zeit Teil der Honschaft Gronau im Kirchspiel Gladbach war.
Unter der französischen Verwaltung zwischen 1806 und 1813 wurde das Amt Porz aufgelöst und Kradepohlsmühle wurde politisch der Mairie Gladbach im Kanton Bensberg zugeordnet. 1816 wandelten die Preußen die Mairie zur Bürgermeisterei Gladbach im Kreis Mülheim am Rhein. Mit der Rheinischen Städteordnung wurde Gladbach 1856 Stadt, die dann 1863 den Zusatz Bergisch bekam.
Der Ort ist auf der Topographischen Aufnahme der Rheinlande von 1824 als unbenannte Mühle und auf der Preußischen Uraufnahme von 1840 als Kradenpuhls Mühle verzeichnet. Ab der Preußischen Neuaufnahme von 1892 ist er auf Messtischblättern regelmäßig als Papierfabrik, (Papierfabrik) Kradenpohlsmühle und ab 1969 als Kradepohlsmühle verzeichnet. 
| Jahr | Einwohner | Wohn- gebäude | Kategorie |
| ---- | --------- | ------------- | --------- |
| 1895 | 5         | 1             | Wohnplatz |
| 1905 | 13        | 3             | Wohnplatz |

## Straßenbezeichnung
Die Stadt Bergisch Gladbach hat nach dieser Mühle schon vor 1918 den Kradepohlsmühlenweg benannt.